# Kammergut Daasdorf
In Daasdorf (Am Ettersberg) bei Buttelstedt befand sich ein herzogliches Kammergut. Dieses war vor 1784 ein Lehnsgut, welches einer Familie von Kluge gehörte. In älteren Erwähnungen wurde es "Schatull-Gut" genannt. Es wurde 1788 hier Fronarbeit durch Lohnarbeit ersetzt.
Der Ort ging 1333 aus zwei Siedlerhöfen hervor, die zwei Drittel der Flur einnahmen und später in einem Rittergut aufgingen. Im Jahre 1784 wurde es Schatullgut, als es von Carl August erworben wurde.
Da Daasdorf waldfrei ist, wird hier Landwirtschaft getrieben. Es wurde seit 1784 Kleeanbau betrieben für die Futtermittelproduktion als auch die Stallfütterung modernisiert.